# Messier 56
Messier 56 (hay còn gọi M56 hay NGC 6779) là cụm sao cầu trong chòm sao Thiên Cầm. Charles Messier phát hiện ra nó vào năm 1779.  M56 nằm cách Trái Đất 32.900 năm ánh sáng và có đường kính gần 84 năm ánh sáng.
Ngôi sao sáng nhất trong M56 có cấp sao biểu kiến +13 và nó chứa chỉ khoảng 1 tá sao biến quang, như sao RV Tauri (V6 có chu kỳ biến quang 90 ngày) hay sao biến quang Cepheid (V1: 1,510 ngày); những sao biến quang khác là V2 (dị thường) và V3 (bán dị thường).
|  |